# Bulskamp
Bulskamp is een klein polderdorp in de Belgische provincie West-Vlaanderen. Sinds 1971 is het dorp een deelgemeente van de stad Veurne. De Kolme stroomt door Bulskamp.

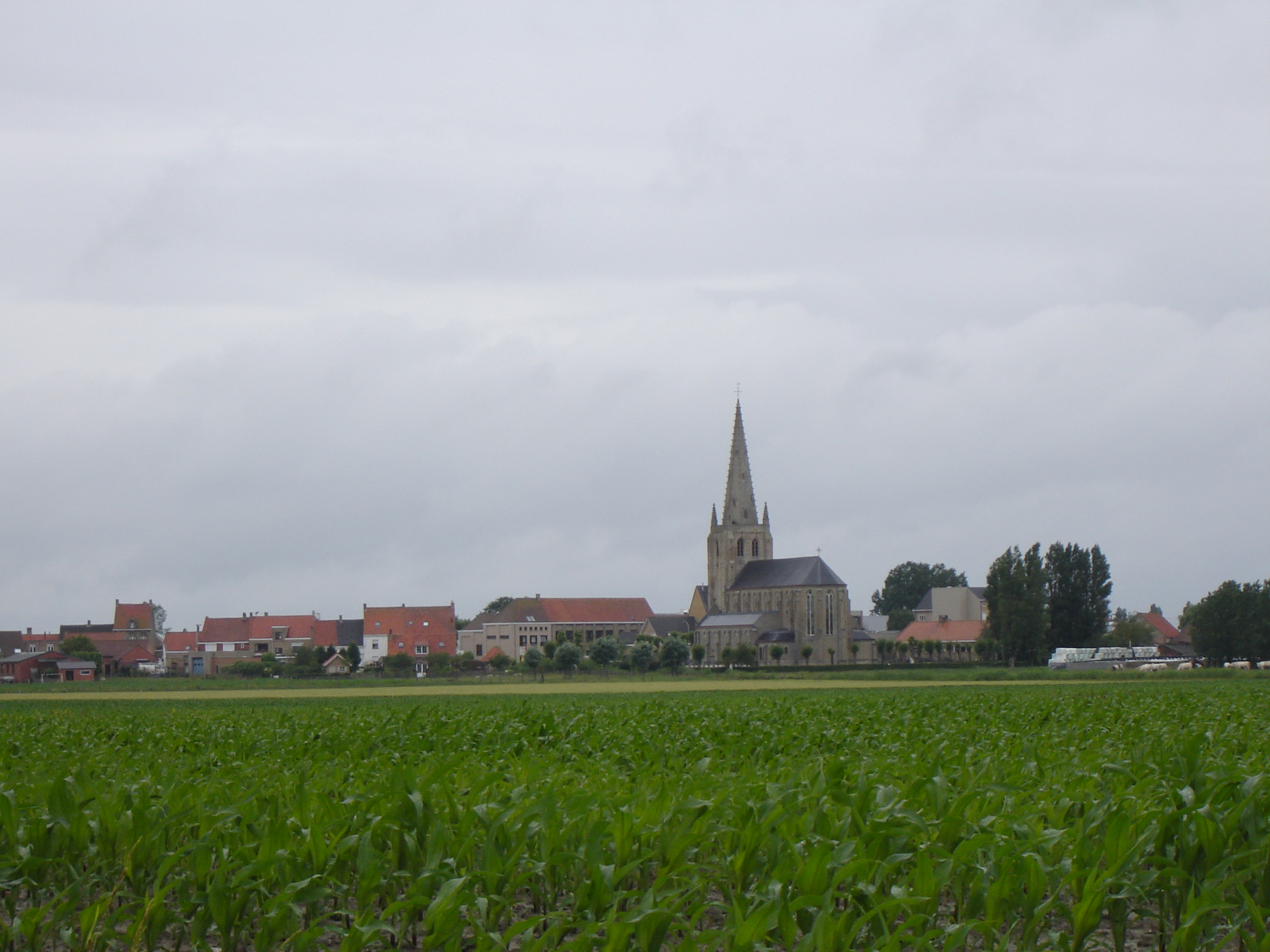
Uitzicht op Bulskamp

## Geschiedenis

### Naam
Reeds in 1176 was er sprake van ene Willem van Bulskamp en ook in 1239 werd een zekere Bernardus van Bulskamp vermeld. De plaats werd voor het eerst vermeld in 1242 als Bulscamp. Bul zou betrekking hebben op stier, en kamp op een afgeperkt stuk land van onbepaalde grootte.

### Middeleeuwen
Tijdens de Slag bij Bulskamp op 26 augustus 1297, een aanloop naar de Guldensporenslag, werd Walram, graaf van Gulik en oom van Willem van Gulik gedood, tegen alle toenmalige gedragscodes in. Later werd dit feit als een van de redenen aangevoerd waarom de Vlamingen tijdens de Guldensporenslag de levens van de Franse edellieden evenmin spaarden.
Het patronaatsrecht van de parochie behoorde tot de Franse Revolutie toe aan de Sint-Bertijnsabdij te Sint-Omaars.

### 18e eeuw
Op de Ferrariskaarten uit de jaren 1770 is Bulskamp te zien als Bulscamp. Het centrum lag ten oosten van de Colomme Graght of Bulscamp Vaert. Het dorp telde een kerk met kerkhof, een houten windmolen en een 50-tal woningen, boerderijen, en schuren. Buiten het centrum lagen nog een 25-tal boerderijen, verspreid tussen de velden. Hiervan waren er een 5-tal die volledig of gedeeltelijk door een slotgracht omringd waren.

### 20e eeuw
Tijdens de Eerste Wereldoorlog lag Bulskamp buiten de vuurlinie; tijdens de Tweede Wereldoorlog werd de naaldspits van de kerktoren vernield.

## Bezienswaardigheden

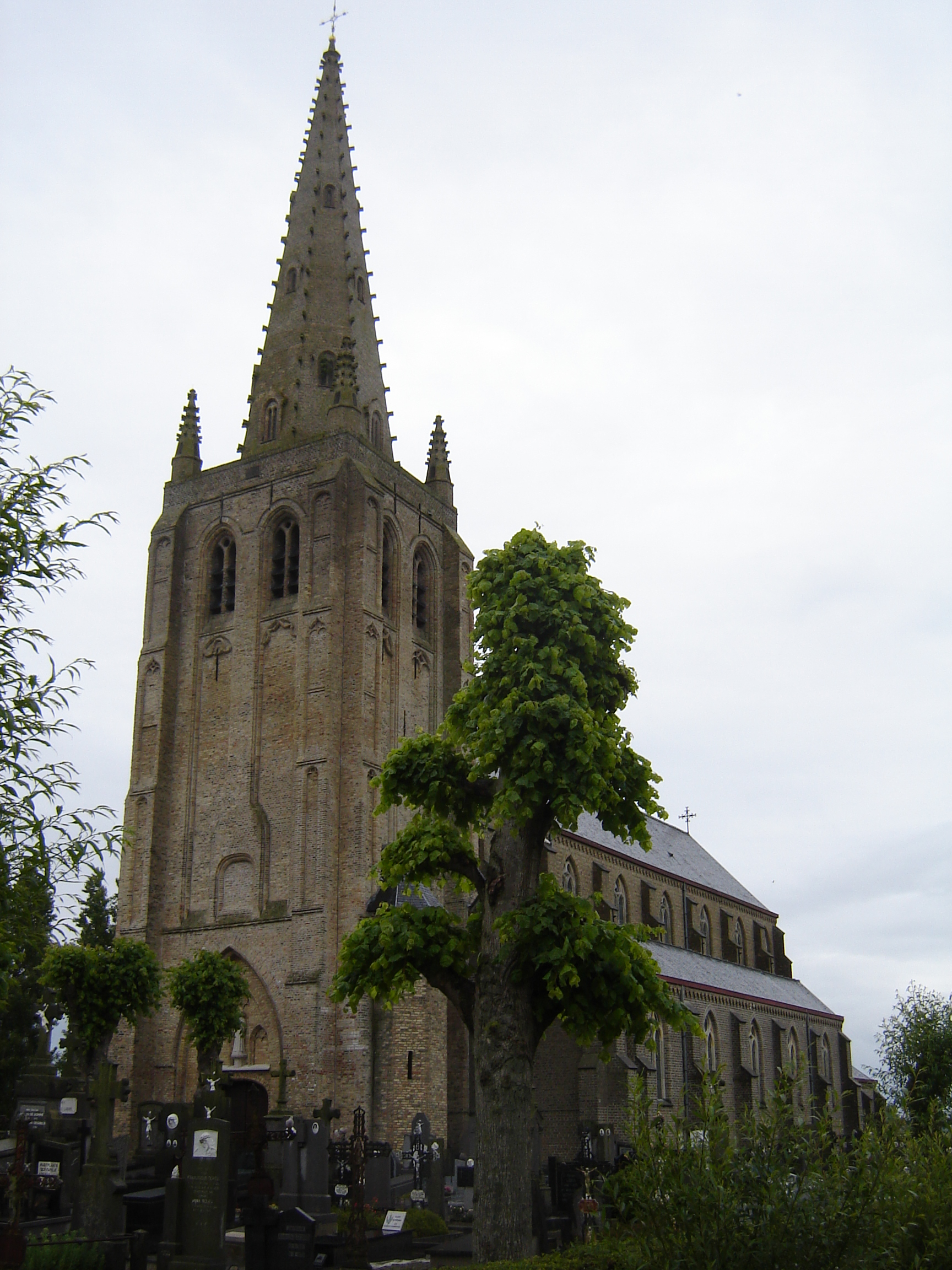
Sint-Bertinuskerk

- De Sint-Bertinuskerk is een neogotische kerk uit 1883. Een eerste kerk werd in 1297 reeds door een brand vernield. In de 15e eeuw werd een gotische kerk gebouwd met een bakstenen toren. De toren werd in 1876 gerestaureerd. Na een brand in 1882 werd de kerk heropgebouwd in 1883, op de toren na die was gespaard gebleven. De stenen spits werd tijdens de Tweede Wereldoorlog vernield, maar daarna in dezelfde vorm heropgebouwd. De toren en het kerkorgel zijn sinds 1993 beschermd.
- Twee 19e-eeuwse hoeven: in de Bewesterpoort en de Valkestraat.

## Natuur en landschap
Bulskamp ligt in het West-Vlaams poldergebied op een hoogte van ongeveer 2,5 meter. In het westen vindt men zandige bodem en in het oosten zeeklei. Vlak ten westen van Bulskamp loopt de Kolme. Verder naar het westen ligt de droogmakerij De Moeren.

## Sport
In Bulskamp speelt voetbalclub WS Bulskamp, gelegen in het Cobergher Sportpark. De club is aangesloten bij de KBVB en speelde er meerdere seizoenen in de provinciale reeksen.

## Demografische ontwikkeling
Bronnen: NIS, www.westhoek.be en Stad Veurne. Opm:1806 t/m 1991=volkstellingen; 1999=inwoneraantal op 1 januari; 2008=inwoneraantal op 14 februari; 2011=inwoneraantal op 14 juni

## Bekende inwoners
- Remi Baelden (1882 - 1964), politicus

## Nabijgelegen kernen
Wulveringem, De Moeren, Adinkerke, Veurne, Steenkerke, Houtem

## Trivia
Sint-Bertinus is de patroonheilige van Bulskamp.
Deelgemeenten: Avekapelle · Booitshoeke · Bulskamp · De Moeren · Eggewaartskapelle · Houtem · Steenkerke · Veurne · Vinkem · Wulveringem · Zoutenaaie

Belgische gemeenten · Arrondissement Veurne · West-Vlaanderen · Vlaanderen